# Agne Holmström
Olof Agne Laurentius Holmström (født 29. december 1893 i Lund, død 19. marts 1949 i Stockholm) var en svensk atlet, som deltog i OL 1920 i Antwerpen.

## Atletikkarrieren
Agne Holmström blev svensk mester i både 100 og 200 meterløb samt i stafetløb i 1917. Derudover var han svensk mester i højdespring uden tilløb i 1916-1918. Hans personlige rekorder var 10,7 sekunder i 100 meterløb og 22,1 sekunder i 200 meterløb.
Holmström deltog i atletik under OL 1920. Han var med på det svenske hold, som kom på tredjepladsen i holddisciplinen 4 x 100 meterløb efter USA og Frankrig. De andre på holdet var William Pettersson, Sven Malm og Nils Sandström. Svenskerne vandt deres indledende heat foran Danmark, og begge hold kvalificerede sig til finalen. Holmström deltog også i det individuelle 100 meterløb, hvor han blev nummer tre i sit indledende heat, hvilket ikke var nok til at gå videre i konkurrencen. I 200 meterløbet blev han nummer to i sit indledende heat og kvalificerede sig til kvartfinalen, hvor han imidlertid sluttede som nummer fem og sidst.

## Senere karriere
Holmström blev senere idrætslærer. Desuden var aktiv på det organisatoriske plan i idrætslivet, og han var generalsekretær i Svenska gymnastikförbundet i perioden 1930-1949. I denne rolle tog han initiativ til Lingiaden, et internationalt gymnastikstævne opkaldt efter gymnastikpædagogen Pehr Henrik Ling, der blev afholdt i henholdsvis 1939 og 1949 i Stockholm. Han fungerede op gennem 1930'erne som leder for svenske gymnastikhold på udlandsrejser, heriblandt til sommer-OL 1936 i Berlin. I 1945 stod han bag en stor folkesundhedskampagne. Han var 1932-34 generalsekretær i Fédération Internationale de Gymnastique Ling.
I forbindelse med Lingiaden 1949 blev der også afholdt en verdenssportsudstilling, som i modsætning til Lingiaden blev en stor fiasko på det økonomiske plan. Som ansvarlig for dette blev Holmström udsat for meget skarp kritik, og det førte til, at han i oktober samme år begik selvmord.